# كوليميلاند أن نيوكراوزلاند
كوليميلاند أن نيوكراوزلاند Kollumerland en Nieuwkruisland  بلدية تقع في مقاطعة فرايزلاند شمال هولندا.

## طوبوغرافيا
خريطة طوبوغرافية هولندية لبلدية كوليميلاند أن نيوكراوزلاند، يونيو 2015، (تقرأ بعد ثلاث نقرات على الخريطة)